# 西关街道 (秦州区)
西关街道，是中国甘肃省天水市秦州区下辖的一个乡镇级行政单位。

## 行政区划
西关街道共辖以下地区：
西站社区、聚宝盆社区、永庆路社区、环西社区、解放路社区、自由路社区。